# چاهوک (زاوه)
چاهوک روستایی در دهستان سلیمان بخش سلیمان شهرستان زاوه استان خراسان رضوی ایران است. بر پایه سرشماری عمومی نفوس و مسکن در سال ۱۳۹۰ جمعیت این روستا ۱۸۷ نفر (در ۵۵ خانوار) بوده است.